# Lobelia nummularioides
Lobelia nummularioides är en klockväxtart som beskrevs av Adelbert von Chamisso. Lobelia nummularioides ingår i släktet lobelior, och familjen klockväxter. Inga underarter finns listade i Catalogue of Life.